# نورمالیتسی
نورمالیتسی (به انگلیسی: Nurmalitsy) یک فرودگاه نظامی است . این فرودگاه در کشور روسیه قرار دارد و در ارتفاع ۳۲ متری از سطح دریا واقع شده‌است.